# Fitton End
Fitton End is een dorp in het Engelse graafschap Cambridgeshire. Het dorp ligt in het district Fenland en telt ca. 70 inwoners.